# 부생운수
부생운수(副生運輸)는 서울특별시의 마을버스 회사이며, 사무실은 서초구 명달로9길 4, 201호 ((방배동, 낙안빌딩))에 있다. 계열사로는 청진운수, 청진교통, 청진자동차공업사가 있다.

## 역사 및 현황
본래 부생운수의 사명은 방배운수이다. 오래전부터 방배동지역 교통오지의 발이되고 있으며 본래는 다연상운의 노선들이 방배운수 시절부터 있었으나 분리, 독립되었다.

## 운행 노선
- ● 서초07번: 제일병원 ↔ 방배역 (구 서초마을 03-3번)
- ● 서초15번: 방배동 롯데캐슬아파트 ↔ 사당역 (구 서초마을 02-3번)

## 보유 차종
전 차량이 하이거 하이퍼스, 현대 그린시티로 운행 중이다.